# The Craving (film 1916)
The Craving è un film muto del 1916 diretto da Charles Bartlett.

## Trama
Oliver Bailey, il sostituto di Foster Calhoun, giocatore di punta della squadra del Newbridge College, deve trovare i soldi per ripagare i propri debiti di gioco. Pensa allora di sfruttare la debolezza di Foster per l'alcol a proprio vantaggio: facendolo ubriacare, lo mette fuori gioco, prendendone il posto durante un'importante partita e provocando così la perdita della squadra che, alle scommesse, era la favorita. Newbridge espelle Foster che perde anche l'amata Margaret Cummings. Disperato, il giovane si lascia andare, diventando ben presto un alcolizzato senza speranza. Partito per il West, incontra Roby, una ragazza da saloon che lo prende all'amo facendosi sposare. Quando però Foster scopre che suo zio, morendo, gli ha lasciato tutti i suoi averi, decide di rimettere la testa a posto. Si disintossica, curando la sua dipendenza e guarisce. Viene a sapare che la squadra l'ha perdonato e che la disonestà di Oliver è stata scoperta. Oltretutto, il suo matrimonio con Roby non è mai stato valido: così, quando torna a casa per rivendicare l'eredità dello zio, si riconcilia con Margaret, con la quale inizia a pensare al matrimonio e alla loro cerimonia di nozze.

## Produzione
Il film fu prodotto dalla American Film Manufacturing Company.

## Distribuzione
Distribuito dalla Mutual Masterpiece De Luxe (Mutual Film), il film uscì nelle sale statunitensi il 26 febbraio 1916.